# Soyuz TMA-03M
Soyuz TMA-03M es un viaje espacial a la Estación Espacial Internacional, transportando a tres miembros de la tripulación de la Expedición 30 a la ISS. Fue lanzado el 21 de diciembre de 2011, desde el cosmódromo de Baikonur. El TMA-03M es el vuelo 112 de una nave espacial Soyuz, desde la primera vez en 1967, y el tercer vuelo de la Soyuz-TMA versión modernizada (Soyuz TMA-M). El acoplamiento con la Estación Espacial Internacional se previó para el 23 de diciembre a las 19:22 hora de Moscú.
La tripulación estaba compuesta por Oleg Kononenko (comandante), André Kuipers y Donald Pettit. 